# Hollenthon (gmina)
Hollenthon – gmina w Austrii, w kraju związkowym Dolna Austria, w powiecie Wiener Neustadt-Land. Liczy 1 038 mieszkańców (1 stycznia 2014).